# Графство Яфа и Аскалон
Графство Яфа и Аскалон е държава на кръстоносците, една от четирите главни васали на Йерусалимското кралство от 1100 до 1268 г.
Графството Яфа (от 1153 г. заедно с Аскалон) е обикновено в собственост на кралския род – на краля или на негов роднина.
Яфа е завладяна в края на май 1099 г. от първия кръстоносен поход, от Готфрид дьо Буйон е заздравен с крепост през 1100 г. Дагоберт от Пиза, първият латински патриарх на Йерусалим има безуспешни претенции за Яфа.
Когато Хуго II дьо Пюизе през 1134 г. се бунтува против крал Фулк, графството е разделено на редица по-малки части, Яфа става собственост на кралската корона. През 1187 г. Аскалон е завладян от Саладин, през 1239 г. отново взет, но не е отново присъединен към графство Яфа. Аскалон вместо това през 1243 г. е продаден от император Фридрих II на ордена на хоспиталиерите и завладян през 1247 г. от мюсюлманите. Въпреки това графът от 1247 г. Жан от Яфа се нарича още граф на Яфа и Аскалон. На 3 март 1268 г. Яфа е завладян от мамелюците на Байбарс I.
Графската титла се носи титулярно дълго след падането на графството.

## Васали
Графство Яфа и Аскалон има няколко собствени васали:
- Сеньория Рамла (1099–1101)
- Сеньория Ибелин (1141–1187)
- Сеньория Мирабел (1162–1170, 1187 г. завладяна от Саладин)

## Графове на Яфа и Аскалон
- Рожер и Герхард (1100)
- Кралски домен (1100–1110)
- Хуго I дьо Пюизе (1110–1118), братовчед на Балдуин II
- Алберт от Намюр (1118–1122) като регент на Хуго II дьо Пюизе
- Хуго II дьо Пюизе (1122–1134)
- Кралски домен (1134–1151)
- Амалрих I (1151–1163)
- Кралски домен (1163–1176)
- Сибила (1176–1185)
  - ∞ Вилхелм Монфератски (1176–1177)
  - ∞ Ги дьо Лузинян (1180–1185)
- Кралски домен (1185–1187)
- Жофруа дьо Лузинян (1191–1193), брат на Ги дьо Лузинян
- Амалрих II (1193–1197)
- Кралски домен (1197–1221)
- Валтер IV от Бриен (1221–1246)
- Жан д’Ибелин (1247–1266)
- Жак д’Ибелин (1266–1276)

- Ги д’Ибелин (титулярграф 1276–1304)
- Филип д’Ибелин (титулярграф 1304–1316)
- Хуго д’Ибелин (титулярграф 1316–1349)
- Балиан д’Ибелин (титулярграф 1350–ок. 1351)
- Мария д’Ибелин (титулярграфиня ок. 1351–1367)
- Флорин (титулярграф ок. 1450)
- Жан Перез Фабриче (титулярграф)
- Луи Перез Фабрице (титулярграф)
- Джиоржио Контарини (титулярграф)
- Н. Контарини (титулярграф)
- Джиоржио Контарини (титулярграф ок. 1579)